# Puente sobre el río Víboras
El puente sobre el río Víboras, también conocido coloquialmente como el puente Eiffel, es un viaducto metálico situado en el km 42, originalmente perteneciente a la hoy desmantelada línea de ferrocarril Linares-Puente Genil. Fue construido para salvar el desnivel del río Víboras. Se localiza en el término municipal de Alcaudete, provincia de Jaén (España).

## Descripción
Obra magnífica de tres tramos metálicos, de celosía enrejillada, con tablero intermedio, apoyados sobre pilas y estribos de sillería, de sección piramidal truncada. El canto de las vigas es de 6,9 m y las luces de los tramos son, respectivamente, 73,6, 76,9 y 73,6 m.

## Historia
El puente fue financiado por la Compañía de los Ferrocarriles Andaluces, que había comenzado a estudiar la expansión de la línea Linares-Puente Genil, en 1881. Por diversas razones, la obra se retrasó mucho, no entrando en servicio hasta el 22 de enero de 1893. Las vigas fueron construidas por la empresa francesa Dayde & Pille, en Creil.  En 1977 se desmanteló la línea desde el km 144, siendo ya propiedad de RENFE, y el 1 de enero de 1985 dejó de estar en servicio definitivamente.